# Drepanogynis nicotiana
Drepanogynis nicotiana là một loài bướm đêm trong họ Geometridae.